# ФК Черноморец (Новороссийск)
ФК „Черноморец“  е футболен клуб от гр. Новороссийск, Краснодарски край, Русия. Основан е през 1907 г. Моряците са разформировани през 1917 г., но тимът е възстановен през 1960 г.

## История
По времето на СССР тимът играе във Втора лига. През 1994 се класира за висшата дивизия. Най-високото място, на което тимът се е класирал някога във висшата дивизия е шесто. През 2001 изпада от висшата дивизия, но година по-късно отново се завръща в руския елит. През 2003 достига финал в Купата на лигата на Русия. През 2005 Черноморец губи професионалния си лиценз. Тимът започва наново от аматьорската лига, под името ФК Новороссийск. Същата година печели Зона юг и получава право да играе във 2-ра дивизия. Отборът връща старото си име – Черноморец и печели Втора дивизия, Зона юг. Задържа се в Първа дивизия до 2009, когато отново изпада. През сезон 2010 Черноморец печели 2-ра дивизия, Зона юг и Купата на ПФЛ. След разформироването на ПФЛ, Черноморец запазва трофеят завинаги. В сезон 2011/12 отборът се представя разочароващо и изпада от ФНЛ. В началото на сезон 2012/13 отборът е поет от опитния спец Олег Долматов.

## Известни играчи
- Денис Попов
- Харзет Дишеков
- Лев Майоров
- Роман Орещук
- Джери-Кристиян Тчуйсе
- Александър Чихрадзе
- Андрей Кобенко
- Аслан Засеев
- Олег Терьохин
- Олег Кузмин
- Евгений Варламов